# Kim Seong-soo
Kim Seong-soo (en Hangul 김성수; 11 de octubre de 1891 – 18 de febrero de 1955) fue un político coreano, cuyo mayor cargo en ostentar fue el de la vicepresidencia de Corea del Sur; puesto que ocupó durante los años 1951 - 1952, siendo el segundo en hacerlo desde la creación de la república en 1948. Conocido también por su pseudónimo In Cheon (인촌). Fundador de Universidad de Corea, Dong A-Ilbo. 